# Vysoké Chvojno
Vysoké Chvojno är en ort i Tjeckien.   Den ligger i distriktet Okres Pardubice och regionen Pardubice, i den centrala delen av landet, 110 km öster om huvudstaden Prag. Vysoké Chvojno ligger 305 meter över havet och antalet invånare är 352.
Terrängen runt Vysoké Chvojno är huvudsakligen platt. Vysoké Chvojno ligger uppe på en höjd.Runt Vysoké Chvojno är det ganska tätbefolkat, med 56 invånare per kvadratkilometer. Närmaste större samhälle är Hradec Králové, 15,0 km nordväst om Vysoké Chvojno. Omgivningarna runt Vysoké Chvojno är en mosaik av jordbruksmark och naturlig växtlighet.